# دریسا دیالو
دریسا دیالو (انگلیسی: Drissa Diallo؛ زادهٔ ۴ ژانویهٔ ۱۹۷۳) بازیکن فوتبال اهل گینه است.
از باشگاه‌هایی که در آن بازی کرده‌است می‌توان به باشگاه فوتبال شفیلد ونزدی، باشگاه فوتبال مشلان، باشگاه فوتبال چلتنهام تاون، باشگاه فوتبال سدان، باشگاه فوتبال ایپسویچ تاون، باشگاه فوتبال میلتون کینز دونز، و باشگاه فوتبال برنلی اشاره کرد.
وی همچنین در تیم ملی فوتبال گینه بازی کرده‌است.